# Semaeopus maculimargo
Semaeopus maculimargo är en fjärilsart som beskrevs av Dyar 1916. Semaeopus maculimargo ingår i släktet Semaeopus och familjen mätare. Inga underarter finns listade i Catalogue of Life.